# Sterling Publishing
Sterling Publishing Company, Inc. est un éditeur couvrant un large éventail de domaines, avec plusieurs marques et plus de 5 000 titres imprimés. Fondée en 1949 par David A. Boehm, Sterling publie également des livres pour plusieurs marques, dont AARP, Hasbro, Hearst Magazines, et USA TODAY, et sert aussi de distributeur nord-américain pour des éditeurs nationaux et internationaux comme Anova, le Brooklyn Botanic Garden, Carlton Books, Duncan Baird, Guild of Master Craftsmen, le Orion Publishing Group et Sixth & Spring Books.
Sterling Publishing est devenue une filiale à 100 % de Barnes & Noble lorsque le libraire a procédé à son acquisition en 2003. Le 5 janvier 2012, The Wall Street Journal a rapporté que Barnes & Noble avait mis en vente sa branche Sterling Publishing. Cependant, les négociations n’ont pas abouti à un acheteur et en mars 2012 Sterling ne serait plus en vente.
En janvier 2022, Sterling a été rebaptisé Union Square & Co.. En mars 2022, la société a acquis l’éditeur britannique de livres pour enfants Boxer Books, l’un de ses clients de distribution. En 2024, Barnes & Noble a vendu Sterling au groupe Hachette Livre,.

## Auteurs notables
Parmi les auteurs publiés par Sterling figurent Colleen Houck, Paul McKenna, Richard Scarry, Barton Seaver, Peter Yarrow et Kevin Zraly.